# Батлер, Сэмюэл (поэт)
Сэмюэл Батлер (англ. Samuel Butler; крещён в феврале 1613 — 25 сентября 1680) — английский поэт-сатирик
 эпохи Реставрации, яркий представитель литературы классицизма.

## Биография
Сэмюэл Батлер родился в Стренсеме, Вустершир, был сыном фермера. Точная дата его рождения неизвестна, но есть документальные доказательства даты его крещения.

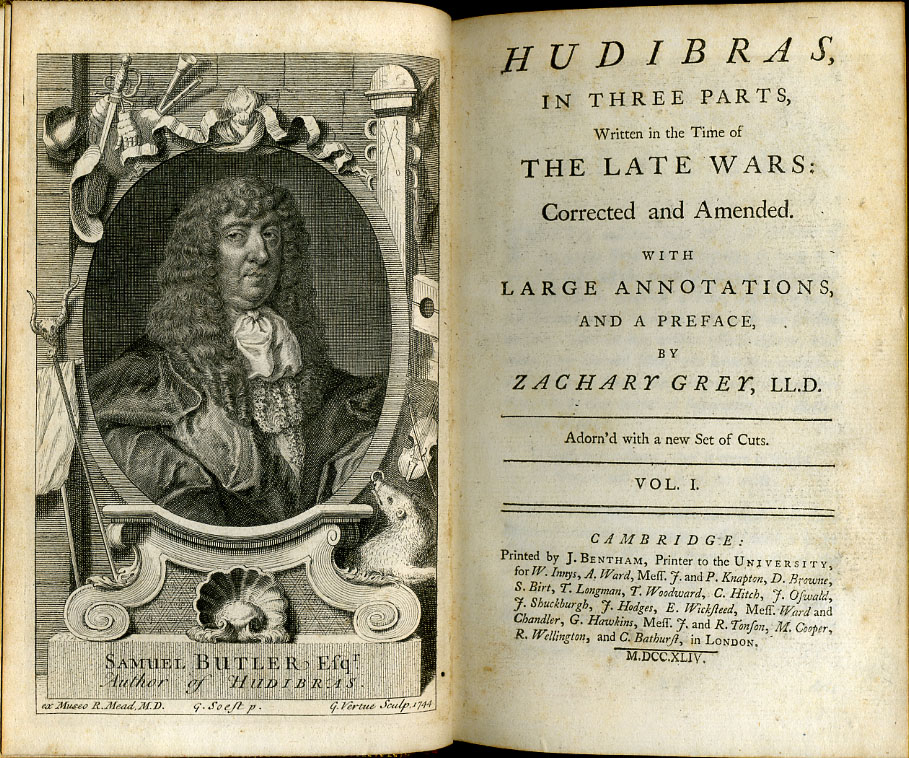
«Гудибрас» с портретом Батлера (издание 1744 года с иллюстрациями У. Хогарта)

Получил образование в королевской школе Вустера.
В ранней молодости находился в услужении у графини Кентской. Он также пробовал свои силы в живописи, но, как сообщается, не достиг в ней успехов. После Реставрации Стюартов он стал секретарём Ричарда Воэна, лорда-президента Уэльса. Хорошо знал бытовую сторону жизни аристократов и высмеивал её в своих произведениях.
Огромной популярностью в XVII—XVIII веках пользовалась длинная ироикомическая поэма Батлера «Гудибрас» (1663—1678), перекликающаяся с сюжетом «Дон Кихота» Сервантеса. В этой поэме встречаются образы украинских казаков-запорожцев. Хотя при дворе Стюартов поэма разошлась на цитаты, Батлер не занял позиции придворного поэта и умер в крайне стеснённых материальных обстоятельствах 25 сентября 1680 года в городе Лондоне.